# Peter Müller (Politiker, 1910)
Peter Müller (* 6. April 1910 in Ruswil; † 20. November 1965 in Bern) war ein Schweizer Politiker der KVP/CVP. 

## Biografie
Peter Müller kam am 6. April 1910 in Ruswil als Sohn des Käsermeisters Peter Müller senior und der Aloisia ebenfalls geborene Müller zur Welt. Er belegte ein Studium der Rechtswissenschaften an den Universitäten Freiburg und Wien, bevor er 1939 die Promotion ablegte sowie das Anwaltspatent erwarb. In der Folge war er bis zu seinem Tod als Rechtsanwalt in Ruswil tätig.
Peter Müller war mit Anna geborene Widmer verheiratet. Er verstarb am 20. September 1965 im Alter von nur 55 Jahren in Bern.

## Politischer Werdegang
Peter Müller, Mitglied der Christlichdemokratischen Volkspartei, bekleidete ab dem Beginn seiner politischen Karriere im Jahr 1940 bis 1963 das Amt des Gemeindepräsidenten von Ruswil. Parallel dazu war Müller von 1940 bis 1964 als Regierungsstatthalter des Amtes Sursee eingesetzt. Auf kantonaler Ebene vertrat er seine Partei von 1943 bis 1963 im Luzerner Grossrat, dem er 1955 auch als Präsident vorstand. Darüber hinaus nahm er für den Kanton in den Jahren 1955 bis 1965 Einsitz in den Ständerat. Zusätzlich präsidierte er die Finanzdelegation der Bundesversammlung. Überdies fungierte er als Vizepräsident des Hochschulrats sowie von 1961 bis 1965 der Eidgenössischen Bankenkommission.